# Порічки білі
Порічки білі (лат. Ribes niveum)— північноамериканський підвид порічки, відомий під загальними назвами сніговий аґрус білоквітковий аґрус або снігова порічка . Він походить із західної частини Сполучених Штатів (Вашингтон, Айдахо, Орегон і Невада з ізольованими популяціями в Колорадо та Нью-Мексико).
Ribes niveum — це кущ до 3 метрів заввишки з білими або блідо-рожевими квітами та темно-синіми або темно-фіолетовими ягодами. Ягоди їстівні, але досить кислі.
Культивована білоплідна порічка під назвою «біла порічка» — це альбіносні сорти, виведені із звичайної порічки Ribes rubrum і скальної порічки R. petraeum.